# 木上鴻佑
木上 鴻佑（きがみ こうすけ、1993年1月25日 - ）は、日本のラグビー選手。

## プロフィール
- 京都府京都市出身。
- ポジションはスタンドオフ(SO)。
- 身長 175cm、体重 77kg
- ニックネームはキガ、コウスケ。
- U20日本代表に選ばれたことがある[1]。

## 略歴
中学1年生からラグビーを始めた。
2011年、伏見工業高校卒業後、中央大学に入学する。なお伏見工業高校時代、高校日本代表に選ばれたことがある。
2014年、中央大学ラグビー部の副将に就任した。
2015年、中央大学卒業後、リコーブラックラムズ(現・リコーブラックラムズ東京)に加入。
2016年1月9日に行われたジャパンラグビートップリーグ順位決定トーナメント第1節の豊田自動織機シャトルズ戦に途中出場で公式戦初出場を果たす。 
2022年、リコーブラックラムズ東京を退団した。